# Norbert Hosnyánszky
Norbert Hosnyánszky (Boedapest, 4 maart 1984) is een Hongaars waterpolospeler.
Norbert Hosnyánszky nam als waterpoloër eenmaal deel aan de Olympische Spelen in 2008. Hij veroverde hierbij een gouden medaille.
Tibor Benedek · 
Péter Biros · 
István Gergely · 
Norbert Hosnyánszky · 
Tamás Kásás · 
Gábor Kis · 
Gergely Kiss · 
Norbert Madaras · 
Tamás Molnár · 
Zoltán Szécsi · 
Dániel Varga · 
Dénes Varga · 
Tamás Varga